# Fakulteta za politologijo v Moskvi
Fakulteta za politologijo v Moskvi (rusko Факультет политологии МГУ) je javna fakulteta, ki ponuja študij politologije in deluje v sklopu Moskovske državne univerze; ustanovljena je bila leta 2008.